# Черепанова (Курганская область)
Черепанова — деревня в Каргапольском районе Курганской области. Входит в состав Тагильского сельсовета.

## История
До 1917 года в составе Каргапольской волости Шадринского уезда Пермской губернии. По данным на 1926 год состояла из 98 хозяйств. В административном отношении входила в состав Шляпниковского сельсовета Каргапольского района Шадринского округа Уральской области.

## Население
| 1989 | 2002 | 2010 |
| ---- | ---- | ---- |
| 201  | ↘199 | ↗219 |

По данным переписи 1926 года в деревне проживал 431 человек (208 мужчин и 223 женщины), в том числе: русские составляли 100 % населения.